# 전기절감기
전기절감기란 전기기기가 동일한 내용의 작업을 수행하면서 사용되는 전기에너지의 양을 줄여주는 장비를 말한다.
같은 양의 작업을 수행하면서 사용하는 전기의 양을 줄이는 방법은 크게 세가지를 생각할 수 있으며 이는 전력을 구성하는 요소 중 하나를 개선하는 방식으로 가능하다. 즉,
P(전력)= V(전압) * I(전류) * COSθ (역률)
이 세가지 중 전압이나 전류를 감소하거나 역률을 증가시키는 방법을 채택하는 것이 일반적이며 방식에 따라
1. 전압의 감소: 자동전압조정장치, 전압강하방식 전기절감기
2. 전류의 감소: 효율개선방식 전기절감기, 인버터
3. 전기적 왜란요소 제거: 고조파 필터, 리액터

등으로 구분할 수 있으며 아직 어떤 장비도 모든 부하에 일률적으로 사용되어 효과를 가시적으로 발생시키는 정도의 기능을 수행하지는 못하고 있다. 전압의 감소를 수행하는 장비들은 전기기기가 원하는 만큼의 전압에서 인위적으로 다운시켜 공급함으로 인해 원래 공급 전압이 220V 보다 낮은 곳에서는 전기기기의 기능 수행의 지장 및 이상현상을 초래할 수 있으며 전류와 역률의 상관관계로 에너지를 절약하는 장비들은 개소에 따라 효율이 나오지 않는 곳도 있 으며 특히 전압과 전류의 파형 왜곡이 거의 없는 열부하나 조명부하에서는 그 기능이 매우 미미함을 알 수 있다.
다만 기술의 발달로 인해 동력부하에 있어서는 절전효과를 가져올 수는 있지만 그 절전률이 일률적이지 않고 개소에 따라 천차만별이다.